# Дахуа-Яоский автономный уезд
Дахуа-Я́оский автономный уезд (кит. упр. 大化瑶族自治县, пиньинь Dàhuà Yáozú zìzhìxiàn) — автономный уезд городского округа Хэчи Гуанси-Чжуанского автономного района (КНР).

## История
Автономный уезд был образован в составе Округа Хэчи (河池地区) постановлением Госсовета КНР от 23 декабря 1987 года; в его состав вошли части территории Дуань-Яоского автономного уезда и Бама-Яоского автономного уезда.
Постановлением Госсовета КНР от 18 июня 2002 года Округ Хэчи был преобразован в городской округ Хэчи.

## Административное деление
Автономный уезд делится на 3 посёлка и 13 волостей.